# Biphenyl-4,4′-diol
Biphenyl-4,4′-diol ist eine chemische Verbindung aus der Gruppe der Biphenyle.

## Gewinnung und Darstellung
Biphenyl-4,4′-diol kann durch Diazotierung von Benzidin und Verkochung, Dealkylierung von Tetra-tert-butylphenol, durch Dehydrierung von 4,4-Bis(4-hydroxyphenyl)cyclohexanol oder durch Hydrierung von 3,3′,5,5′-Tetra-tert-butyl-diphenochinon gewonnen werden.

## Eigenschaften
Biphenyl-4,4′-diol ist ein brennbarer, schwer entzündbarer, kristalliner, weißer und geruchloser Feststoff, der sehr schwer löslich in Wasser ist.

## Verwendung
Biphenyl-4,4′-diol wird zur Herstellung von Polyether-Flüssigkristallen und Kunststoffen verwendet. Ferner wird es als Antioxidationsmittel für Kautschuk und Latex eingesetzt.